# LSG (groupe)
LSG est un supergroupe de R&B constitué de Gerald Levert, Keith Sweat, et Johnny Gill, ayant à eux trois vendu plusieurs dizaines de millions d'album, et placé plus de 30 morceaux en haut des charts. Tout commença à la fin de l'année 1996, lorsque Keith Sweat appela Gerald Levert dans le but de former un groupe avec Johnny Gill et R. Kelly, qui sera plus tard évincé du groupe.
Gerald Levert confessa dans une de ses interview : « Nous voulions faire quelque chose qui n'avait jamais été fait auparavant, quelque chose de grand, d'exceptionnel ». Leur premier album, Levert Sweat Gill, s'est vendu à près de trois millions d'exemplaires et est considéré comme l'un des meilleurs albums R&B existant, avec les collaborations de P. Diddy, The Lox, Jermaine Dupri, Darrell Allamby, Faith Evans, Missy Elliott, Coko, LL Cool J, Busta Rhymes, MC Lyte, et Jazze Pha. Ils ont sorti un deuxième album intitulé LSG2 en 2003.

## Membres
- Keith Sweat est un pionnier du new jack swing ayant étroitement travaillé avec Teddy Riley. Il est aussi un célèbre producteur ayant découvert les groupes Silk, Ol'Skool, et Kut Klose.
- Johnny Gill est avant tout un chanteur. Comme les deux autres membres, il a débuté avec le New Jack Swing en collaborant avec Babyface, Jimmy Jam & Terry Lewis. Il a par ailleurs remplacé Bobby Brown dans le légendaire groupe New Edition.
- Gerald Levert, est un chanteur, producteur, compositeur, et songwriter légendaire ayant produit pour Barry White, Teddy Pendergrass, James Ingram, The O'Jays, Patti LaBelle, Anita Baker, Stephanie Mills, et bien d'autres. Il est décédé le 10 novembre 2006 d'une crise cardiaque.

## Conséquences
Ce groupe a beaucoup influencé les chanteurs de l'époque et d'aujourd'hui. En effet, Lucy Pearl et Tyrese, Ginuwine, Tank ont été créés sur le modèle d'LSG. Usher et Sisqo avaient quant à eux tenté, sans succès, d'en former un quelques années plus tard.

## Singles: Charts/Ventes
| Year | Titre                         | Chart Positions | Chart Positions | Chart Positions | Album             |
| Year | Titre                         | US              | US R&B          | UK              | Album             |
| ---- | ----------------------------- | --------------- | --------------- | --------------- | ----------------- |
| 1997 | "My Body" (disque de platine) | 4               | 1               | 6               | Levert.Sweat.Gill |

"My Body" est resté pendant 7 semaines en tête du Bilbboard's Hot R&B/Hip-Hop Songs.

## Albums

### Levert Sweat Gill
|    | Titre de la chanson          | Producteur(s)                                     | Featuring(s)                     | Durée |
| -- | ---------------------------- | ------------------------------------------------- | -------------------------------- | ----- |
| 1  | Door #1                      | Gerald Levert, Edwin Nicholas, Keith Sweat        |                                  | 5:02  |
| 2  | Round and Round              | Keith Sweat, Edwin Nicholas                       |                                  | 5:04  |
| 3  | You Got Me                   | Sean "Puffy" Combs, Ron "Amen-Ra" Lawrence        | The Lox                          | 4:24  |
| 4  | Where Did I Go Wrong         | Jermaine Dupri, Manuel Seal                       | Jermaine Dupri                   | 4:02  |
| 5  | My Body                      | Darrell "Delite" Allamby                          |                                  | 4:07  |
| 6  | All The Times                | Gerald Levert, Edwin "Tony" Nicholas, Faith Evans | Missy Elliott, Faith Evans, Coko | 4:52  |
| 7  | My Side Of The Bed           | Gerald Levert, Edwin Nicholas                     |                                  | 5:05  |
| 8  | Curious                      | Rashad Smith, Keith Sweat, Armondo Colon          | LL Cool J, Busta Rhymes, MC Lyte | 4:20  |
| 9  | Let A Playa Get His Freak On | Jazze Pha, Keith Sweat                            | Jazze Pha                        | 4:57  |
| 10 | Love Hurts                   | Keith Sweat                                       |                                  | 5:10  |
| 11 | Drove Me To Tears            | Gerald Levert, Edwin Nicholas                     |                                  | 4:36  |
| 12 | Where Would We Go            | Keith Sweat                                       |                                  | 4:17  |